# Halecium mirabile
Halecium mirabile är en nässeldjursart som beskrevs av Shidlovskii 1902. Halecium mirabile ingår i släktet Halecium och familjen Haleciidae. Inga underarter finns listade i Catalogue of Life.